# Horst Feistel
Horst Feistel (Berlino, 30 gennaio 1915 – 14 novembre 1990) è stato un crittografo tedesco naturalizzato statunitense che ha lavorato in IBM allo sviluppo di diversi famosi cifrari, tra cui l'omonimo cifrario di Feistel ed il DES.

## Biografia
Horst Feistel nacque a Berlino nel 1915 ma emigrò negli Stati Uniti nel 1934. Durante la Seconda guerra mondiale, per le sue origini tedesche, fu costretto agli arresti domiciliari ma, nonostante questo, ottenne la cittadinanza americana il 13 gennaio 1944. Il giorno seguente ricevette un nulla osta per la sicurezza ed iniziò a lavorare nell'Air Force Cambridge Research Center (AFCRC) su dispositivi di riconoscimento Identification Friend or Foe (IFF), dove rimase fino al 1950. Fu poi dipendente al Lincoln Laboratory del Massachusetts Institute of Technology (MIT) e poi della Corporazione MITRE.
Alla fine approdò ad IBM, dove ricevette un premio per i suoi lavori crittografici. Le sue ricerche condotte all'interno del colosso informatico lo portarono allo sviluppo del cifrario Lucifer e del suo successore, il Data Encryption Standard (DES).
Feistel, uno dei primi ricercatori non governativi a studiare la teoria e la progettazione dei cifrari a blocchi, ha legato il suo nome alla rete di Feistel, una struttura utilizzata per realizzare gli schemi di cifratura a blocchi.
Feistel ottenne una laurea al MIT ed un master ad Harvard, entrambi in fisica. Sposò Leona (Gage) nel 1945, da cui ebbe una figlia di nome Peggy.